# Danuta Kołwzan-Nowicka
Danuta Kołwzan-Nowicka (ur. 27 stycznia 1927 w Wilnie, zm. 23 grudnia 2016) – malarka, rysowniczka i graficzka.

## Życiorys
W 1960 obroniła dyplom, tym samym ukończyła studia na Wydziale Grafiki Akademii Sztuk Pięknych w Warszawie. Była profesorką na Uniwersytecie Marii Curie-Skłodowskiej w Lublinie. Kierowała Zakładem Grafiki w Instytucie Sztuk Pięknych na Wydziale Artystycznym i w Europejskiej Akademii Sztuki w Warszawie.
Była laureatką 19 nagród. Swoje prace prezentowała na ponad 20 wystawach indywidualnych i 200 zbiorowych w Polsce i za granicą. Specjalizowała się w technice suchej igły, którą czasem łączyła z mezzotintą. Jej prace znajdują się m.in. w Muzeum Narodowym w Warszawie, Szczecinie i Gdańsku, Muzeum Okręgowym w Toruniu i Bydgoszczy, Centralnym Muzeum Włókiennictwa w Łodzi, Bibliotece Narodowej w Warszawie, Muzeum Sztuki Nowoczesnej w Sao Paulo, Muzeum Sztuki Współczesnej w Skopje, Nationalmuseum w Sztokholmie oraz zbiorach prywatnych (Holandia, RPA, Kanada, Szwecja, Francja, Belgia).
Była jurorką konkursu Programu I Polskiego Radia „Choinki Jedynki”.
Została pochowana na Cmentarzu Powązkowskim w Warszawie 3 stycznia 2017.

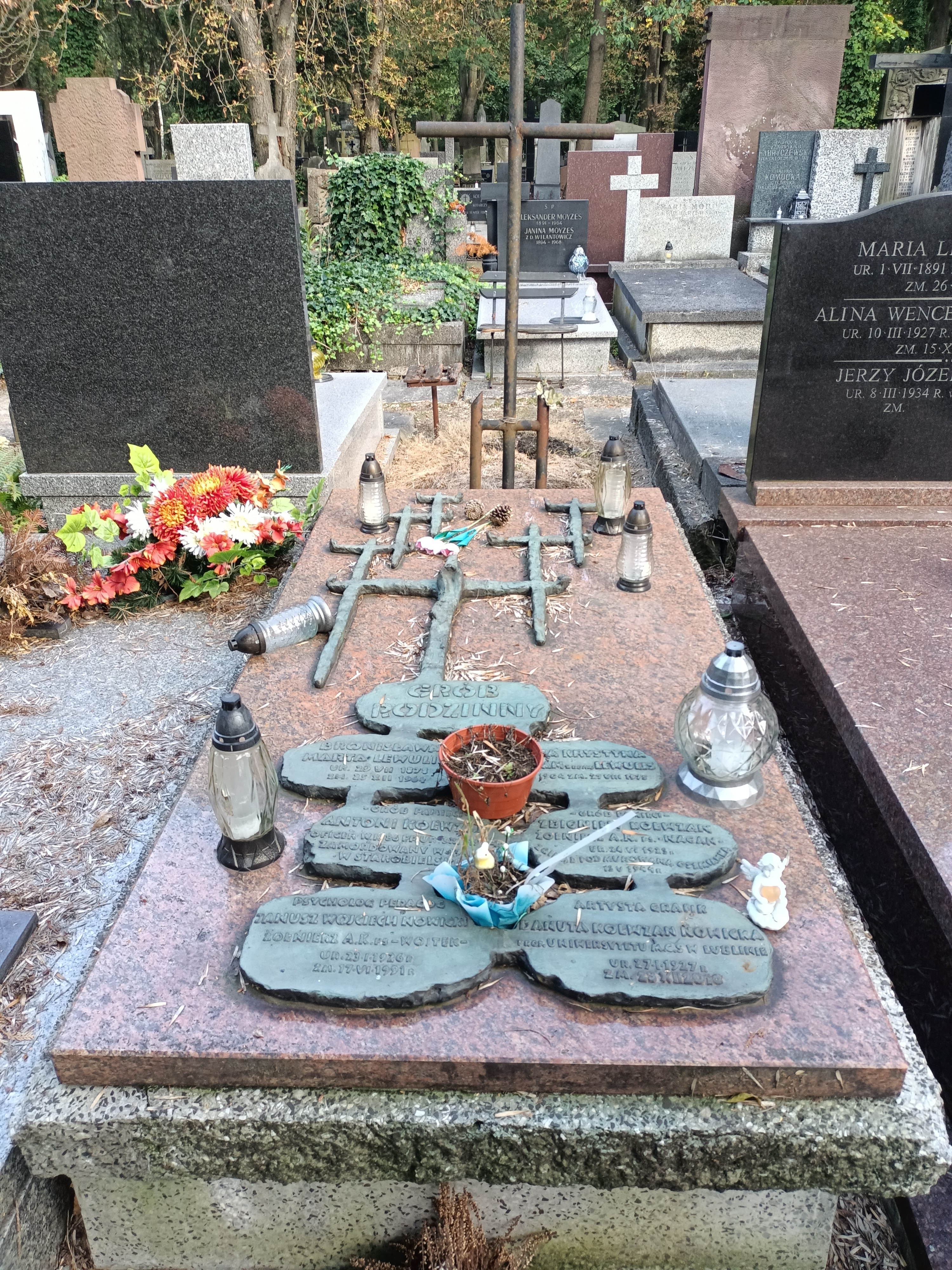
Grób Danuty Kołwzan-Nowickiej na Cmentarzu Powązkowskim

## Wybrane prace
- 1961: Praczka z cyklu człowiek VIII
- 1962: Macierzyństwo
- 1974: Salwy Zwycięstwa
- 1975: Sprawiedliwość z cyklu Człowiek człowiekowi
- 1980: Ziemia X[4]